# Elżbieta Cicha
Elżbieta Cicha (ur. 1924 w Rogoźnie, zm. 5 października 2018) – polska plastyczka, publicystka, działaczka turystyczna i społeczna.

## Życiorys
Jej rodzicami byli Władysław i Stanisława z domu Krzyżanowska. Dzieciństwo spędziła w Rogoźnie i w Buku, gdzie ukończyła szkołę powszechną. Po II wojnie światowej kształciła się w Poznaniu, gdzie uczęszczała do Liceum Sztuk Plastycznych oraz do I Liceum Ogólnokształcącego im. Karola Marcinkowskiego. Tam też ukończyła studia na Wydziale Malarstwa i Grafiki Państwowej Wyższej Szkoły Sztuk Plastycznych. Po zakończeniu edukacji powróciła do Buku, gdzie pracowała w tamtejszym Domu Kultury jako wychowawca, a następnie – aż do emerytury – w Gminnej Spółdzielni „Samopomoc Chłopska” jako dekorator i specjalistka od aranżacji sklepowych witryn.
Od 1952 roku była członkinią PTTK, gdzie pełniła funkcję m.in. skarbnika Oddziału w Buku oraz przewodniczącej Oddziałowej Komisji Opieki nad Zabytkami (od 1960). Zainicjowała na szeroką skalę akcję gromadzenia pamiątek związanych z historią miasta, co doprowadziło do otwarcia w 1983 Izby Muzealnej Ziemi Bukowskiej, której była pierwszym kustoszem. Z jej inicjatywy przy oddziale PTTK powstało w 1975 Koło Seniora, organizowała również rajdy dla młodzieży szkolnej, spotkania, uroczystości oraz wycieczki autokarowe. Przez wiele lat pracowała w redakcji „Kosyniera Bukowskiego”. Wydała również album pt. Buk w starej fotografii (2004), a jej praca pt. Droga do niepodległości została wyróżniona w konkursie literackim w 1989 roku.

## Nagrody i odznaczenia
W uznaniu swych zasług otrzymała Złoty Krzyż Zasługi (1989), Odznakę „Zasłużony Działacz Kultury” (1985), Złotą Odznakę „Za opiekę nad zabytkami” (1987) oraz Srebrny Medal „Opiekun Miejsc Pamięci Narodowej” (2010). Otrzymała również brązową odznakę “Za społeczny wkład pracy w rozwój kultury fizycznej i turystyki wielkopolskiej” (1969), Srebrną i Złotą Honorową Odznakę PTTK (1974 i 1981), Złotą Odznakę Honorową za szczególne zasługi dla Polskiego Związku Emerytów, Rencistów i Inwalidów (1976), Srebrną Odznakę „Zasłużony Działacz Turystyki” (1988), Medal im. Franciszka Jaśkowiaka – wyróżnienie Wielkopolskiej Korporacji PTTK w Poznaniu (1997) oraz Honorowy Medal 50-lecia PTTK (2001). W 2003 roku została uhonorowana wyróżnieniem „Dla dobra Gminy Buk”, przyznawanym przez Radę Miasta i Gminy Buk.